# Curse of Existence
Curse of Existence es el séptimo álbum de estudio de la banda estadounidense de metalcore Miss May I. Fue lanzado el 2 de septiembre de 2022 a través de SharpTone Records. Fue producido por Will Putney. Es el último álbum de la banda que cuenta con la participación de los guitarristas B.J. Stead y Justin Aufdemkampe, quienes dejaron la banda en mayo de 2024.

## Antecedentes y producción
El 6 de octubre de 2020, Miss May I anunció que estaban trabajando en nuevo material para su próximo álbum. El 30 de marzo de 2021, la banda concluyó las sesiones de grabación de su nuevo álbum. El 24 de mayo de 2022, revelaron el álbum, su portada, la lista de canciones y la fecha de lanzamiento.

## Lista de canciones
| N.º | Título                        | Duración |  |
| 1.  | «A Smile That Does Not Exist» | 3:32     |  |
| 2.  | «Earth Shaker»                | 3:23     |  |
| 3.  | «Bleed Together»              | 4:30     |  |
| 4.  | «Into Oblivion»               | 4:15     |  |
| 5.  | «Hollow Vessel»               | 4:10     |  |
| 6.  | «Free Fall»                   | 3:18     |  |
| 7.  | «Born Destroyers»             | 3:56     |  |
| 8.  | «Unconquered»                 | 3:35     |  |
| 9.  | «Savior of Self»              | 3:10     |  |
| 10. | «Bloodshed»                   | 3:32     |  |

## Personal
Miss May I
- Levi Benton – voz principal
- Ryan Neff – bajo, voz aguda
- B.J. Stead – guitarra principal, coros
- Justin Aufdemkampe – guitarra rítmica, coros, producción adicional
- Jerod Boyd – batería, percusión